# Aeronautje
Het aeronautje (Erigone dentipalpis) is een spinnensoort in de taxonomische indeling van de hangmatspinnen (Linyphiidae).
Het dier komt uit het geslacht Erigone. Het aeronautje werd in 1834 beschreven door Wider.